# Лист Єремії

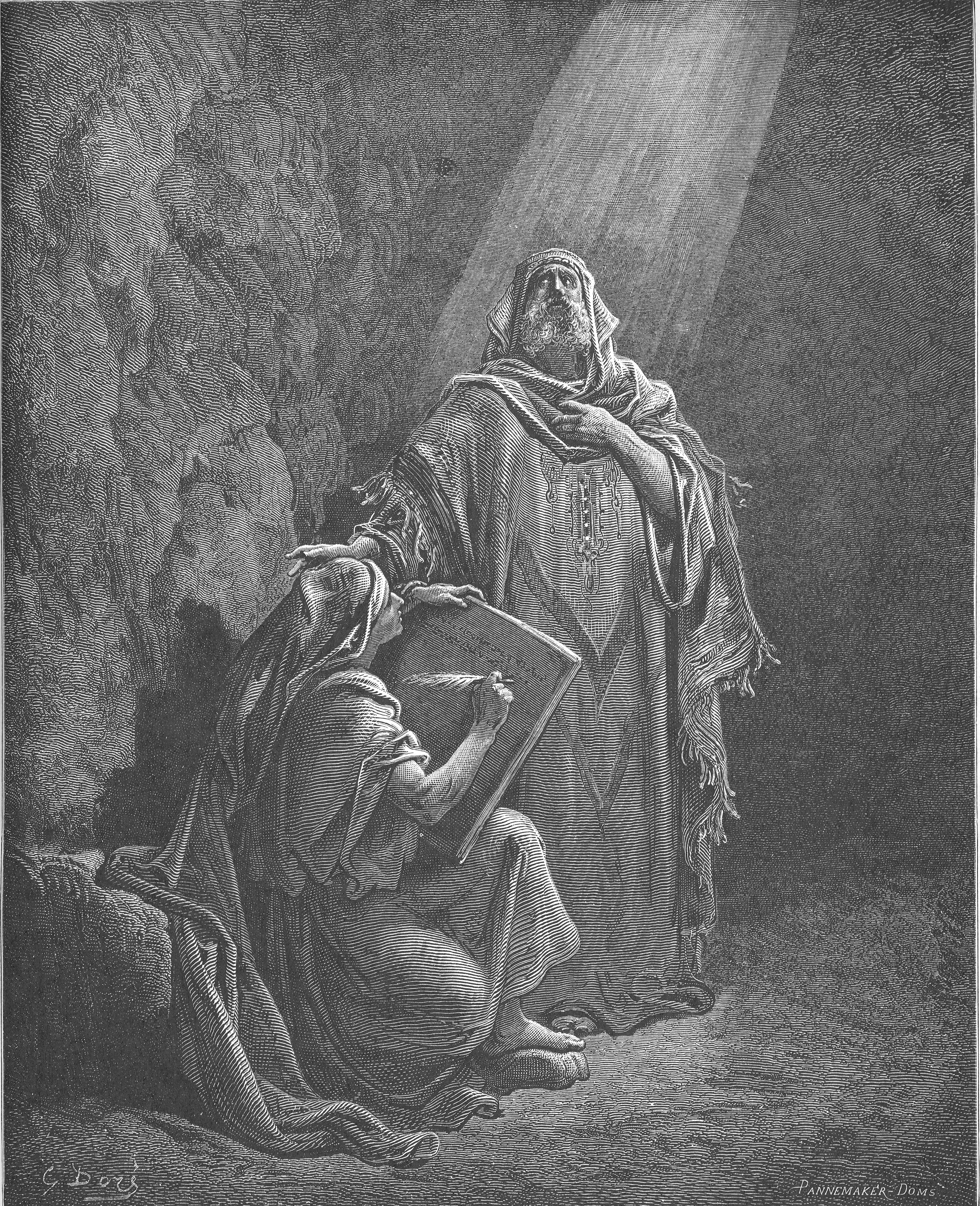
Барух пише пророцтва Єремії (Єрем. 36:4)

Лист Єремії — второканонічна книга що входить до канону книг Старого Заповіту. Історично належить до второканонічних книг оскільки не визнається євреями та протестантами і ними вважається апокрифом. У Вульгаті становить єдине ціле з Книгою Пророка Варуха, яка написана через 100 років після цього листа і немає до нього жодного змістового стосунку. В українському виданні Святого Письма під ред. Хоменка, ця глава подана окремою книгою — Лист Єремії, що йде після Книги Варуха.

## Автор і час написання Книги
Згідно з текстом листа, його автор пророк Єремія. Книга пророка Єремії вже містить слова листа (Єр. 29:1-23), що послав Єремія «з Єрусалиму» до тих що в полоні, у Вавилон. Лист Єремії своїм вступом позиціонує себе як аналогічний фрагмент листування: «Відпис листа, надісланого від Єремії до тих, яких мав відвести вавилонський цар як полонених у Вавилон, щоб оповісти їм, що Бог заповідав йому». Лист був написаний не раніше 540 р. до н. е..

## Зміст
Текст листа може бути розділений на чотири частини:
- Причина появи листа, адресованого до виселенців у Вавилоні (1 вірш)
- Ідоли — діло людських рук (2-6 вірші)
- Головна частина — міркування про нікчемність ідолів і безглуздості ідолослужіння (7-71 вірші)
- Висновок: «Вартніший, отже, праведний чоловік, який бовванів не має, бо він уникне безчестя.» (72 вірш)

У книзі іронічно описується створення ідолів, їх обожнювання, догляд за бовванами, жерці, які отримують вигоду від усього цього. Таким чином автор листа застерігає євреїв діаспори у Вавилоні від відвернення від правдивого Бога до культу блискучих за виглядом божеств вавилонських. При цьому використано саркастичну полеміку проти вавилонських божків, які не мають ніякого впливу і сили. Автор закликає їх не боятися і в ніякому разі не дарувати їм своєї віри. Всі вони є «Немов опудало на баштані, яке ні від чого не захищає, такими є й їхні боги — дерев'яні, покриті золотом та сріблом.» У підсумку автор приходить до думки про те, що гідні люди не стануть займатися настільки суєтною справою. Таким чином автор листа не тільки застерігає євреїв від ідолопоклонства, як це робив пророк Ісая (Іс. 44:9-20), але й підкріплює євреїв у вірі в єдиного Бога.

Лист Єремії гостро актуальний взагалі за всіх епох, коли люди вдаються до ідолопоклонства, спрямовуючи всі сили й увагу виключно на матеріальний добробут і комфорт. Створюючи собі кумирів, люди забувають про дійсне призначення людини на землі — поклонятися Богу, та в його ім'я творити добро для ближніх.